# Stara Synagoga w Rybniku
Stara Synagoga w Rybniku – pierwsza drewniana synagoga znajdująca się w Rybniku, przy ulicy Raciborskiej.
Synagoga została zbudowana w 1811 roku, 47 lat przed oficjalnym założeniem rybnickiej gminy żydowskiej. Nie jest jasne, w jaki sposób synagoga przestała istnieć; najprawdopodobniej spłonęła.